# Proklo (grčki filozof)
Proklo (grč. Πρόκλος ὁ Διάδοχος), (412. – 485.), grčki filozof (novoplatoničar).
Rodom je iz Konstantinopolisa, a živio je i djelovao u Ateni. Poduzimao je studijska putovanja u daleke zemlje. Napisao je više djela iz područja filozofije, matematike i astronomije, a bavio se i poezijom. Poznat je kao vrstan komentator Euklidovih Elemenata. Bio je prvi sofist koji je napisao djelo o zemljoradnji. Proklo je i prvi filozof koji je bio javno osuđen i pogubljen.